# Johann Kaspar Aiblinger
Johann Kaspar Aiblinger (né le 23 février 1779 à Wasserburg am Inn (électorat de Bavière) et mort le 6 mai 1867 à Munich) est un chef d'orchestre et compositeur bavarois.

## Biographie
À l'âge de onze ans, il commence études à l'abbaye de Tegernsee et suit l'apprentissage du piano et de l'orgue puis quatre ans plus tard au lycée Guillaume de Munich (de) où il trouve son compatriote et professeur Monsieur Schlett. En 1800, il entre à l'université de Landshut. Diplômé de philosophie et fervent catholique, il entreprend des études de théologie mais la sécularisation de nombreux ordres religieux bavarois l'empêche d'entrer au monastère. Ainsi, il se consacre entièrement à la musique. Obsédé par l'idée qu'une éducation musicale ne peut être complète qu'en visitant l'Italie, il entreprend sa route vers le sud.
Son séjour à Vicence dure huit ans et est marqué par l'influence de son compatriote Johann Simon Mayr. En 1811, il va à Venise où il rencontre Meyerbeer qui lui trouve un emploi au Conservatoire. Son échec à fonder une école de musique classique le fait quitter Venise pour Milan où il dirige le ballet. À son retour en Bavière, le roi Maximilier Ier de Bavière l'invite à Munich pour diriger l'opéra italien. Le roi Louis Ier de Bavière le nomme directeur de l'orchestre royal et l'envoie en Italie à la recherche des œuvres du répertoire. À son retour, il devient organiste à l'église de Tous les Saints où il composera de nombreuses œuvres.
Entre 1820 et 1830, il se met à la composition d'un opéra mais n'y parvient pas. De plus, l'opéra Iphigénie en Tauride de Gluck revient au goût du jour et s'ensuit une croisade contre la musique italienne. Il se tourne alors vers la musique sacrée et étudie les vieux maîtres du genre en se procurant la partition de leurs œuvres.
Il se retire en 1864 et meurt à Munich en 1867.

## Œuvres
Son œuvre comporte des pièces de musique sacrée telles que messes, requiems, psaumes, litanies et hymnes germaniques. La plupart a été publiée à Augsbourg, Munich, Ratisbonne et Mayence.

### Messes
- Messe en la majeur, pour soprano, alto, chœur et orgue ;
- Messe de Noël Weihnachtsmesse, pour voix seule, harpe, orgue, contrebasse et violoncelle ;
- Messe Advocata nostra ou Harfenmesse ;
- Pastorale, en sol majeur ;
- Bayerisches Militärgebet ;
- Requiem, en ré mineur ;
- Salve Regina, en mi majeur.

### Musique pour la scène
- Rodrigo e Ximene, opéra (Munich, 1821)
- 3 ballets